# فرامپتون، کبک
فرامپتون (به فرانسوی: Frampton) شهری در منطقه شهری لا نوول-بوس ناحیه شودییر-آپالاش در استان کبک کانادا است. در سرشماری سال ۲۰۱۱ این شهر ۱٬۳۰۵ نفر جمعیت داشته‌است و مساحت آن ۱۵۰٫۷۶ کیلومتر مربع است.